# Acura ARX-06
Chronologie des modèles
Acura ARX-05
L'Acura ARX-06 est une voiture de course conçue par Honda Performance Development, qui s'occupe de la compétition d'Acura et de Honda en Amérique du Nord, et par Oreca, fournisseur du châssis.
La voiture est le sixième prototype ARX (Acura Racing eXperimental) lancé en compétition par la marque. Il répond à la nouvelle réglementation LMDh (Le Mans Daytona h) de l'IMSA et de l'ACO, dévoilée en 2020.

## Développement
En septembre 2020, Acura annonce que ses Acura ARX-05 ne seront plus confiées à l'écurie Team Penske et que celles-ci seront opérées par les écuries Wayne Taylor Racing et Meyer Shank Racing. Ce nouvel engagement est basé sur des accords pluriannuels avec ces nouvelles structures et confirme de facto l’intérêt d'Acura à s'engager dans la nouvelle réglementation LMDh qui sera effective pour le championnat WeatherTech SportsCar Championship 2023.
Le 26 janvier 2021, Acura, dans un communiqué, confirme son engagement dans le championnat WeatherTech SportsCar Championship 2023 dans la catégorie LMDh.
Le 6 décembre 2021, Acura confirme que le partenaire « châssis » retenu pour le projet Acura ARX-06 est la société française Oreca, déjà partenaire d'Acura pour l'Acura ARX-05.
Le 13 décembre 2021, Hugues de Chaunac, PDG du Groupe ORECA, annonce que l'Acura ARX-06 va réaliser ses premiers tours de roue à la fin du premier semestre 2022.

## Compétition

### 2023
24 Heures de Daytona
Les qualifications pour les 24 heures de Daytona sont la première occasion d'observer les performances en conditions réelles de l'ARX-06. Lors de celles-ci, la Porsche no 7 arrive à s'intercaler entre les deux Acura. En effet la voiture n°60 du Meyer Shank Racing obtient la pole position, alors que l'Acura n°10 du Wayne Taylor Racing est en troisième position sur la grille de départ. La course est marquée par 14 neutralisations. Au terme d'une période sous drapeau vert, au matin, plusieurs drapeaux jaune se succèdent. Les différentes neutralisations impliquent que les quatre voitures de tête sont extrêmement proches les unes des autres alors que la course touche à sa fin. Ainsi l'Acura n°10, qui avait perdu du temps durant la nuit pour effectuer des réparations, rejoint les voitures de tête, et prend même la deuxième place de la course. L'Acura no 60 parvient néanmoins à conserver la tête, et franchit en première la ligne d'arrivée. Acura remporte le doublé. Cependant, des soupçons de triche viennent entacher cette victoire. Les ingénieurs de Honda Performance Development qui développent l'Acura ARX-06, découvrent que les données de pression des pneus ont été falsifiées par un ingénieur au sein de l'écurie Meyer Shank Racing. Le constructeur prend la décision d'en informer immédiatement les instances dirigeantes du championnat, qui sanctionne l'écurie. L'écurie et les pilotes perdent 200 points au classement et doivent s'acquitter d'une amende de 50 000 dollars. De plus, l'équipe est mise à l'épreuve jusqu'au 30 juin 2023, et l'ingénieur responsable de la manipulation des données voit son accréditation IMSA suspendue indéfiniment. Néanmoins, les instances dirigeantes décident de conserver tel quel le classement final,.
12 Heures de Sebring
Lors des qualifications, les deux Acura se hissent à la 3e et 4e place sur la grille de départ. Elles sont devancées par les deux Cadillac n°31 et n°1. Deux événements marquent la course pour les deux Acura. À dix-neuf minutes de la fin de la course, Mathieu Jaminet au volant de la Porsche n°6 et Filipe Albuquerque sur l'Acura n°10 se battent pour la première place. La Porsche n°6 freine à cause du trafic. Au même moment, Albuquerque tente de se faufiler à gauche, mais le pilote de la Porsche n°6 fait la même manœuvre. Les deux voitures se touchent, ce qui fait sortir l'Acura n°10 de la piste et percuter la Porsche n°6. Felipe Nasr, qui était troisième avec la voiture n°7, ne peut éviter l'ARX-06 n°10. Les trois voitures rentrent en collision, provoquant des dégâts. Au moment de l'accident, la voiture n°10 est deuxième, mais elle est contrainte à l'abandon. Quant à l'Acura ARX-06 du Meyer Shank Racing, elle franchit la ligne d'arrivée mais termine 24e au classement général. La voiture perd une roue et Helio Castroneves sort de la piste à moins de deux heures de la fin. La voiture n°60 reprend la course, mais ses chances de victoire s'envolent.
Grand Prix de Long Beach
Les deux Acura démontrent un excellent rythme lors des qualifications, puisqu'elles réalisent les deux meilleurs temps. Aucune des deux Acura ne finit la course dans le même tour que les leaders, à cause de sorties de piste. La voiture n°60 percute la Cadillac n°1 dès les premiers instants de la course. Ce contact envoie la voiture en tête-à-queue. Elle reprend la course, mais elle ne rejoint pas les voitures de tête de toute la course. La voiture n°10 connaît un bien meilleur début de course, puisque celle-ci conserve la première position après l'accident des n°60 et n°1. La stratégie du Wayne Taylor Racing est de réaliser deux arrêts aux stands, alors que son adversaire direct pour la victoire, la Porsche n°6, n'en réalise qu'un. Cela signifie que l'équipage de n°10 doit rattraper la Porsche avec l'avantage de pneus moins usés. Celle-ci rattrape la Porsche en fin de course, et alors qu'il reste moins de 2 minutes de course, la voiture n°10 manque sa tentative de dépassement et percute la barrière. Elle est contrainte à l'abandon,,.
Monterey Sports Car Championships
Les deux Porsche Penske sont les meilleures voitures lors des qualifications,. Néanmoins, Colin Braun place la n°60 en 3e position sur la grille de départ. La voiture n°10, elle, prend la 5e place. Le début de la course est favorable à l'Acura n°60, car les deux Porsche réalisent un très mauvais premier tour. Pilotée par Colin Braun, la voiture n°60 prend la tête de la course. Après un peu plus de 15 minutes de course, un crash entraîne un drapeau jaune. Les Acura prennent le parti de réaliser un arrêt au stand de plus que leurs concurrentes. Néanmoins la Cadillac n°1, qui ne change pas de pneus à la suite de l'accident de la Porsche à 2h20 de course, démontre que la meilleure stratégie est celle de l'économie de pneus, afin de réaliser un arrêt aux stands de moins. Les deux Acura, alors qu'il reste 1h15 de cours, ont des pneus bien plus usés que la Cadillac n°1 et se font dépasser par celle-ci. Malgré leur avantage en termes de performances en fin de course avec des trains de pneus plus récents, elles finissent la course à la 4e place pour la voiture n°10 et à la 6e place pour la voiture n°60.
6 Heures de Watkins Glen
Il n'y a pas de qualifications pour les voitures en GTP pour les 6 Heures de Watkins Glen à cause de conditions météo trop dangereuses. Dans ces conditions, le règlement de la compétition précise que les voitures sont positionnées sur la grille de départ conformément à leur classement général au championnat. Pour cette raison, la voiture n°10 débute la course à la 3e position, et la voiture n°60 débute à la 8e position. Dans le premier tiers de la course, l'Acura n°10 perd une roue, et se voit appliquer une pénalité pour vitesse excessive alors qu'elle rejoint les stands. L'Acura n°60 n'est pas en mesure de suivre le rythme des voitures de tête, mais elle parvient à atteindre la 4e place. La voiture n°10 se classe 46e au général et accuse 25 tours de retard sur la voiture de tête. Néanmoins la voiture n°60 monte à la 3e place après la disqualification de la Porsche n°6.
Grand Prix automobile de Mosport
Les qualifications sont très favorables aux Acura. La 1ère place est pour l'Acura n°60 et la 2e place pour l'Acura n°10. Lors de la course, l'écurie Meyer Shank Racing et Acura remportent une victoire grâce à une stratégie efficace d'arrêts au stand. L'équipage composé de Colin Braun et Tom Blomqvist terminent en tête. La voiture n'effectue que deux arrêts aux stands et réussit malgré tout à terminer la course. Elle est aidée lors des dernières minutes par un drapeau jaune, sous lequel la course se termine. La victoire est particulièrement significative pour Acura, car la deuxième place revient à l'Acura n°10 du Team Wayne Taylor Andretti. Le troisième arrêt au stand qu'ils effectuent et le drapeau jaune en fin de course ne leur ont pas permis d'attaquer l'Acura n°60.
Road America
Les deux Acura ARX-06 ne réalisent que les 4e et 6e temps de la séance de qualification. En course, deux adversaires des Acura sont retardés, la Cadillac n°3 qui démarre la course en fond de grille, et la BMW n°25 qui sort de la piste dès les premiers instants. Ceci permet aux Acura de gagner rapidement des places. L'Acura n°60 termine la course en 2e place, après avoir menacé la Porsche n°7 de tête sans être en mesure de la dépasser. La voiture n°10 prend la 3e place,.

### 2024
24 Heures de Daytona
Les Acura se qualifient au milieu du peloton des GTP. La voiture n°40 pilotée par Louis Delétraz décroche la 5e place, alors que la n°10, pilotée par Filipe Albuquerque, se qualifie à la 6e place.

## Technique
La voiture est conçue comme un prototype respectant les règles de la catégorie Le Mans Daytona h. De ce fait, le châssis est construit par un des quatre constructeurs agréés, en l'occurrence par l'entreprise Oreca. Le moteur est un V6 de 2,4 litres à double turbocompresseur. Honda Performance Development, qui est partie prenante dans sa conception, estime qu'il peut tourner à 10 000 tr/min. En plus d'une propulsion à moteur thermique, la voiture est équipée d'une propulsion électrique. Une grande partie du système hybride de la voiture est obligatoirement fournie par un fournisseur commun à toutes les LMDh. Ainsi, la batterie est réalisée par Williams Advanced Engineering alors que le moteur électrique est fournie par Bosch. Acura estime que l'unité peut délivrer 680 chevaux, la puissance de sortie maximale prescrite par le règlement. La carrosserie a été dessinée par le bureau d'Acura à Los Angeles en lien avec les ingénieurs aérodynamiciens d'Oreca et de Honda Performance Development. Une partie du design a par ailleurs été amendée au regard des remarques formulées par les pilotes. Ainsi, l'emplacement des rétroviseurs a été modifié.

## Palmarès
Les courses en gras indiquent que la pole position a été réalisée. Les courses en italique indiquent que l'écurie a réalisé le meilleur tour en course.
| Année | Entrant                                                  | Classe | Pilotes                                                         | No. | Courses.     | Courses | Courses | Courses | Courses | Courses | Courses | Courses | Courses | Courses | Pts.  | Pos. |
| Année | Entrant                                                  | Classe | Pilotes                                                         | No. | Courses.     | 1       | 2       | 3       | 4       | 5       | 6       | 7       | 8       | 9       | Pts.  | Pos. |
| ----- | -------------------------------------------------------- | ------ | --------------------------------------------------------------- | --- | ------------ | ------- | ------- | ------- | ------- | ------- | ------- | ------- | ------- | ------- | ----- | ---- |
| 2023  | Meyer Shank Racing avec Curb Agajanian Performance Group | GTP    | Tom Blomqvist Colin Braun Hélio Castroneves Simon Pagenaud      | 60  | Toutes 1-2 1 | DAY 1   | SEB 6   | LBH 6   | MON 6   | WGL 3   | MOS 1   | ELK 2   | IMS 5   | PET     | 2053* | 6th* |
| 2023  | Wayne Taylor Racing avec Andretti Autosport              | GTP    | Ricky Taylor Filipe Albuquerque Louis Delétraz Brendon Hartley  | 10  | Toutes 1-2 1 | DAY 2   | SEB 4   | LBH 7   | MON 4   | WGL Ret | MOS 2   | ELK 3   | IMS 6   | PET     | 2171* | 2rd* |
| 2024  | Wayne Taylor Racing avec Andretti Autosport              | GTP    | Filipe Albuquerque Ricky Taylor Brendon Hartley Marcus Ericsson | 10  | Toutes 1-2   |         |         |         |         |         |         |         |         |         |       |      |
| 2024  | Wayne Taylor Racing avec Andretti Autosport              | GTP    | Louis Delétraz Jordan Taylor Colton Herta Jenson Button         | 40  | Toutes 1-2   |         |         |         |         |         |         |         |         |         |       |      |

* Saison en cours.

## Pilotes
- Tom Blomqvist
- Colin Braun
- Hélio Castroneves
- Simon Pagenaud
- Ricky Taylor
- Filipe Albuquerque
- Louis Delétraz
- Brendon Hartley
- Jordan Taylor
- Colton Herta
- Jenson Button
- Marcus Ericsson